# Autoestrada A36
Die Autoestrada A36 oder CRIL – Circular Regional Interior de Lisboa ist eine Ringautobahn in der portugiesischen Hauptstadt Lissabon.

## Größere Städte an der Autobahn
- Lissabon